# León Orlandianyi
León Orlandianyi (* 11. November 2001 in Wien) ist ein österreichischer Schauspieler.

## Leben

### Herkunft und Ausbildung
León Orlandianyi wurde in Wien geboren und lebte in seiner Kindheit mit seiner Mutter in New York, Panama, Mexiko und Wien. Er spricht fließend Englisch, Deutsch und Spanisch. Im Jahr 2020 schloss er die St. Gilgen International School mit einem International Baccalaureate ab und absolvierte seinen Wehrdienst 2022 beim Österreichischen Bundesheer bei der 4. Gardekompanie.

### Schauspielerei
Im Kindesalter besuchte er einen Schauspielkurs an der Filmacademy Wien sowie verschiedene Workshops an der Vienna's English Theatre's Youth Performing Arts School.
Nach ersten schauspielerischen Schritten in einem Abschlussfilm des SAE Instituts und im Kurzfilm Dinnertime von Bibi Salehi bekam er 2015 eine Episodenhauptrolle in der österreichischen Fernsehserie Soko Donau. Darauf folgten diverse Rollen in den Fernsehproduktionen wie Die Kinder der Villa Emma, Die Stille danach, Soko Kitzbühel und Meiberger - Der Alpenkrimi, worauf er im Jahr 2019 seine erste Hauptrolle im Kinofilm Das schaurige Haus spielte. 2020 drehte er ein weiteres Mal für Soko Donau unter Regie von Olaf Kreinsen.
Im Rahmen der Romyverleihung 2021 wurde er in der Kategorie Beliebtester Nachwuchs männlich nominiert.
Auf der Bühne der St. Gilgen International School hielt er im Februar 2020 einen TED Talk mit dem Ziel, Menschen zu motivieren, ihre Komfortzone zu verlassen und aus Unbehagen Kraft zu schöpfen.
Seine Rolle als Hauptdarsteller, dem beschützenden großen Bruder im Film Das schaurige Haus wurde vom Kritiker Erik Piepenburg in The New York Times als besonders gut bezeichnet.

### Privates
Orlandianyi übt verschiedene Sportarten aus (u. a. Krav Maga, Surfen, Urban Exploration, Calisthenics, Akrobatik, Skifahren) und spielt Schach. Er belegte mit seinem Team bereits zwei Mal den ersten Platz bei der Wiener Schüler-Schachmeisterschaft sowie ein Mal bei der Schach-Landesmeisterschaft. In der Oberstufe belegte er die höchste Leistungsgruppe für Mathematik und Physik.

## Filmografie
- 2013: Dinnertime
- 2014: Die Ankunft
- 2015: Soko Donau
- 2016: Die Kinder der Villa Emma
- 2016: Die Stille danach
- 2018: Soko Kitzbühel
- 2018: Meiberger – Der Alpenkrimi
- 2020: Das schaurige Haus
- 2021: SOKO Donau – "Gastfreundschaft"
- 2023: Am Ende – Die Macht der Kränkung (Fernsehserie)
- 2024: Die Liesl von der Post – Jugendsünden (Fernsehreihe)

## Auszeichnungen und Nominierungen
- 2021: Romyverleihung 2021 – nominiert für die Romy als Beliebtester Nachwuchs männlich[8]